# LotusLive
LotusLive, ou IBM SmartCloud for Social Business, est une suite logicielle hébergée par la division logicielle d'IBM. Elle propose des services de conférence en ligne, partage de fichiers, messagerie instantanée, visualisation des données et email.

## Description
LotusLive inclut les offres suivantes :
- LotusLive Connections
- LotusLive Meetings
- LotusLive Engage combine les fonctionnalités de LotusLive Connections et LotusLive Meetings. Son nom de code "Bluehouse" a été annoncé à Lotusphere en janvier 2008[2],[3],[4]
- LotusLive Events
- LotusLive Notes est un service utilisé par le client Lotus Notes pour accéder à une instance Lotus Domino.
- LotusLive iNotes[5],[6]

LotusLive est également intégré avec Skype, LinkedIn, Salesforce.com, UPS, and Silanis,
La marque LotusLive a été introduite à Lotusphere 2009,.